# Jerusalem (film)
 For alternative betydninger, se Jerusalem (flertydig). (Se også artikler, som begynder med Jerusalem)
Jerusalem er en svensk tv-miniserie og biograffilm fra 1996 instrueret af Bille August baseret på Selma Lagerlöfs roman af samme navn. I de centrale rolle ses Pernilla August, Maria Bonnevie, Ulf Friberg, Reine Brynolfsson og Lena Endre. Sven-Bertil Taube spiller prædikanten Hellgum. Tv-serien er på 240 minutter, mens biografversionen blev klippet til 168 minutter.
TV-serien var filmet af Jörgen Persson i Jämtlands län, Sverige og Marokko.

## Medvirkende
- Ulf Friberg som Ingmar Ingmarsson
- Maria Bonnevie som Gertrud
- Pernilla August som Karin Ingmarsdotter
- Reine Brynolfsson som Tim Halvors
- Lena Endre som Barbro
- Jan Mybrand som Gabriel
- Sven-Bertil Taube som Hellgum
- Björn Granath som Storm
- Viveka Seldahl som Stina
- Mona Malm som Eva Gunnarsdotter
- Max von Sydow som præsten
- Olympia Dukakis som Mrs. Gordon
- Johan Rabaeus som Eljas
- Sven Wollter som Stor-Ingmar
- Anders Nyström som Sven Persson